# Фердинанд Бляйх
Фердинанд Бляйх (нім. Ferdinand Blaich; 8 лютого 1912 — 4 січня 1987) — німецький офіцер-підводник, оберлейтенант-цур-зее резерву крігсмаріне.

## Біографія
10 січня 1940 року вступив на флот. З 29 лютого 1940 року — вахтовий офіцер на допоміжному танкері-заправнику «Аммерланд», одночасно з 19 травня по 7 липня 1940 року пройшов підготовку в штурманському училищі в Готенгафені. З 7 вересня 1940 року — вахтовий офіцер на допоміжному танкері-заправнику «Шпіхерн». З 30 червня по 22 серпня 1941 року пройшов курс унтерофіцера. З 23 серпня 1941 року — вахтовий, навігаційний і десантний офіцер на танкері-заправнику «Ермланд». З 17 вересня 1942 року — 1-й офіцер на допоміжному танкері-заправнику «Пассат», з 15 листопада 1942 року — на «Монсун». З 29 листопада 1942 року — вахтовий офіцер на танкері-заправнику «Фірланден». З 10 травня  по 3 жовтня 1943 року пройшов курс підводника. З 4 жовтня 1943 року — офіцер-писар 1-ї роти 6-го дивізіону вивчення будови військових кораблів в Бремені. З 16 лютого по 13 квітня 1944 року пройшов курс командира підводного човні, 14-26 квітня — тактичну підготовку при 27-й флотилії. 27 квітня 1944 року направлений на будівництво підводного човна U-3024. З 13 січня 1945 року — командир U-3024. 3 травня 1945 року човен був затоплений в рамках операції «Регенбоген». 8 травня 1945 року взятий в полон британськими військами. 26 липня 1945 року звільнений.

## Звання
- Рекрут (10 січня 1940)
- Матрос-єфрейтор резерву (1 вересня 1940)
- Зондерфюрер (10 жовтня 1940)
- Штурмансмат ререзву (1 вересня 1941)
- Штурман резерву (1 листопада 1941)
- Лейтенант-цур-зее резерву (1 червня 1942)
- Оберлейтенант-цур-зее резерву (1 жовтня 1943)

## Нагороди
- Залізний хрест 2-го класу (1 червня 1941)
- Нагрудний знак підводника (вересень 1944)